# Personne n'y comprend rien
Pour plus de détails, voir Fiche technique et Distribution.
Personne n'y comprend rien est un documentaire français réalisé par Yannick Kergoat et sorti en 2025.

## Synopsis
Le documentaire raconte quatorze années d'enquête de Fabrice Arfi et Karl Laske, débutées à la suite d'un mystérieux courriel leur faisant part de documents pouvant les intéresser concernant Ziad Takieddine. Ces documents vont permettre une série de révélations au travers de plus de 160 articles publiés à partir de juillet 2011 sur le site internet de Mediapart qui participeront à l'ouverture d'une information judiciaire puis du procès du financement libyen de la campagne électorale de 2007.
Le récit est déroulé par Fabrice Arfi et Karl Laske, les deux journalistes qui ont enquêté sur cette affaire pour Mediapart. Plusieurs témoins apportent leur expertise sur différents aspects de l'enquête, le tout entrecoupé d'archives télévisuelles.

## Fiche technique
Sauf indication contraire, les informations mentionnées dans cette section peuvent être confirmées par la base de données cinématographiques Allociné,  présente dans la section « Liens externes ».
- Titre original : Personne n'y comprend rien
- Titre anglais : Sarkozy - Gaddafi: the Scandal of Scandals
- Réalisation : Yannick Kergoat
- Scénario : Fabrice Arfi, Michaël Hajdenberg, Yannick Kergoat et Karl Laske
- Musique : Éric Neveux
- Montage : Pauline Casalis
- Production : Gabrielle Juhel et Valentina Novati
- Sociétés de production : Belladone Films, Norte Productions et Mediapart
- Distribution : Jour2Fête
- Pays d'origine :  France
- Langue originale : français
- Genre : documentaire
- Durée : 103 minutes
- Dates de sortie :
  - France : 8 janvier 2025

## Distribution
- Fabrice Arfi : journaliste à Mediapart
- Julia Cagé : économiste spécialiste des médias
- Patrick Haimzadeh : spécialiste de la Libye
- Danièle Klein : membre fondatrice de l'Association française des victimes du terrorisme
- Karl Laske : journaliste à Mediapart
- Florence Loiret Caille : voix off du documentaire
- François Molins : procureur général de la République

## Production
Le film est réalisé grâce à une campagne de financement participatif lancée en avril 2024 et réunissant 510 000 euros donnés par 10 178 personnes,,. Pour Gabrielle Juhel, coproductrice du film, le point d'équilibre financier du film se situe aux environs de 100 000 entrées : près d'une centaine de ciné-débats sont ainsi proposés pour motiver le public à venir,,. Le titre du film fait référence à une déclaration de Nicolas Sarkozy dans Le Figaro Magazine du 16 août 2023 : « les Français seraient bien en peine de résumer ce qu'on me reproche. Personne n'y comprend rien. »,.

## Sortie
Les réseaux de diffusion UGC et MK2 ont refusé le film, tandis que Pathé le programme dans une quarantaine de salles de cinéma,. Si Nathanaël Karmitz, dirigeant de MK2, se défend d'être un proche de Nicolas Sarkozy, Valentine Oberti de Mediapart n'est pas convaincue par les arguments intellectuels et commerciaux invoqués pour refuser toute programmation du film. De plus, même si UGC et MK2 ont laissé entendre qu'ils pourraient par la suite accepter de diffuser le film, Mélanie Simon Franza émet des doutes dans la mesure où UGC et MK2 ne programment jamais un film qu'ils ont refusé à sa sortie. Le film sort en salle le 8 janvier 2025, deux jours après l'ouverture du procès du financement libyen de la campagne électorale de 2007 au tribunal de Paris. Début janvier, aucun diffuseur n'a acheté le film et Mediapart compte le commercialiser en « vidéo à la demande » sur son propre site internet. Le 9 avril 2025, la RTS 1 diffuse le documentaire en soirée sur sa chaîne.

## Accueil

### Accueil critique
Le Monde juge que la mise en scène est « plus illustrative que créative », mais que « le film remporte son pari » avec une « remarquable capacité de synthèse ». Télérama évoque un « documentaire sobre et efficace », critique similaire à celles de Sud Ouest et Le Temps. Ce dernier média, comme plusieurs autres, salue la capacité du documentaire — « d'utilité publique » pour Première — à dissiper l'opacité voire l’écran de fumée qui entoure l'affaire Sarkozy-Kadhafi et à rendre celle-ci intelligible,,,. Le Nouvel Obs salue un documentaire qui « se savoure comme un bon thriller d’espionnage, bourré de détails qui tuent, d’archives accablantes et de personnages hauts en couleur, au premier rang desquels l’ancien président, infatigable cabot se débattant dans le déni ». Libération évoque « un documentaire d'une confiante limpidité, accablant déroulé des faits avec une pointe de grotesque - la défense cartoonesque de Nicolas Sarkozy, les images absurdes de Muammar Kadhafi, chapka sur la tête, visitant Versailles ». Le Point estime, quant à lui, que le film est « très à charge ».[pertinence contestée]

### Box office
La première semaine, le film est diffusé par le biais de 52 copies puis 98 copies pour la deuxième semaine et 373 copies pour la troisième semaine,,. Le film totalise ainsi plus de 144 000 entrées en 7 semaines. L'engouement provoqué par le film, en partie dû au bouche-à-oreille, surprend jusqu'au distributeur.